# Frente Amplio (Uruguay)
El Frente Amplio es una coalición política de Uruguay, ubicado entre la centroizquierda y la izquierda del espectro político. Se autodefine como un coalición política progresista, democrático, popular, antioligárquico y antiimperialista. Fue fundado el 5 de febrero de 1971 como fruto de la coalición de varios partidos políticos, la convocatoria de ciudadanos independientes y la creación de un movimiento político.
Su fundación sintetizó un proceso de unidad en el pueblo uruguayo que se jalona con el Congreso del Pueblo, la unidad sindical con la conformación de una central sindical única (PIT-CNT) llegando a la unidad política con la fundación del Frente Amplio, que se definió como coalición y movimiento, incluyendo al conjunto de sectores políticos que lo componen —partidos, movimientos y agrupaciones— junto a toda la red de militantes nucleados en comités de base y organizaciones departamentales.  
Actualmente, el Frente Amplio está conformado por el Movimiento de Participación Popular, la Asamblea Uruguay, el Partido Socialista, el Partido Comunista, el Partido Demócrata Cristiano, la Alianza Progresista, la Vertiente Artiguista, el Nuevo Espacio, Claveles Rojos, el Partido por la Victoria del Pueblo, el Partido Obrero Revolucionario, el Partido Socialista de los Trabajadores (ex-PRT), entre otros grupos de izquierda.
Dentro de los grupos que integran el Frente Amplio, se pueden distinguir varias ideologías, siendo el progresismo y la socialdemocracia las ideologías dominantes. Esta coalición política promueve un modelo de Estado benefactor. El Frente Amplio defiende, mediante sus legisladores, la lucha contra la desigualdad, el derecho a la vivienda digna, el crecimiento con distribución, el derecho a la eutanasia o muerte digna y el derecho al aborto. También reconoce el derecho al matrimonio entre personas del mismo sexo, así como la adopción por parte de estos; y al cambio de nombre en los documentos de las personas transgénero.
Desde el año 1999, el Frente Amplio ha sobresalido como la primera fuerza política en los comicios generales para cargos nacionales, siendo el partido político con más bancas en ambas cámaras de la Asamblea General. Ocupó la presidencia de la república entre 2005 y 2020 con Tabaré Vázquez (2005-2010 y 2015-2020) y José Mujica (2010-2015) como presidentes, y se ubicó en primer puesto en la primera vuelta presidencial de las elecciones de 1999 y 2019, pero perdió en la segunda vuelta. En las elecciones de 2024, Yamandú Orsi fue electo presidente, el Frente Amplio regresa a la presidencia en 2025. Desde 1990, el Frente Amplio gobierna en el departamento de Montevideo.
En las elecciones municipales de 2005, por primera vez en la historia del país, el Frente Amplio logró conseguir para sí ocho intendencias. Estas fueron las de Paysandú, Salto, Treinta y Tres, Florida, Canelones, Maldonado, Rocha y Montevideo. En las siguientes elecciones, las de 2010, el Frente Amplio perdió los departamentos de Salto, Paysandú, Treinta y Tres, y Florida; pero ganó el departamento de Artigas. En las elecciones departamentales de 2015 perdió el Departamento de Maldonado y Artigas pero ganó en Río Negro y recuperó Las Intendencias de Salto y Paysandú. En las elecciones departamentales de 2020 el Frente Amplio perdió las intendencias de Río Negro, Paysandú y Rocha, manteniendo las de Montevideo, Canelones y Salto. En las elecciones departamentales de 2025 perdió el Departamento de Salto, ganó el Departamento de Lavalleja, recuperó el Departamento de Río Negro y mantuvo los Departamentos de Montevideo y Canelones.

## Orígenes

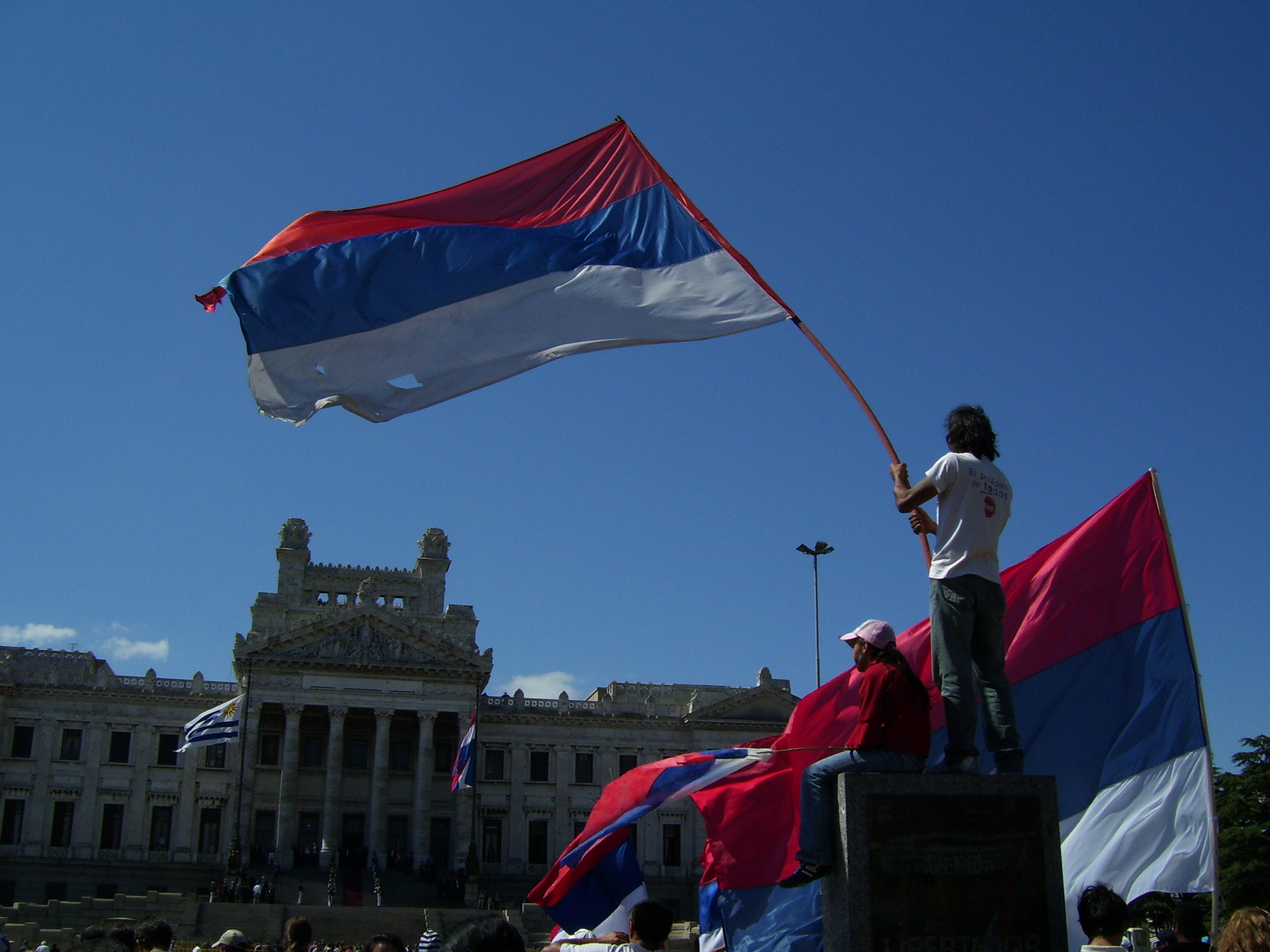
Simpatizantes del FA.

El Frente Amplio fue fundado el 5 de febrero de 1971. En ese momento, estuvo integrado por los históricos partidos de izquierda: el Socialista, el Comunista y el Demócrata Cristiano, liderados respectivamente por José Pedro Cardoso, Rodney Arismendi y Juan Pablo Terra, más otros sectores de izquierda menores. Así mismo, se integraron a la coalición varios grupos disidentes blancos (Movimiento Popular Frenteamplista de Francisco Rodríguez Camusso, Patria Grande con Enrique Erro) y colorados (Movimiento Pregón con Alba Roballo, Por el Gobierno del Pueblo con Zelmar Michelini y Hugo Batalla). También contó con la presencia de otros ciudadanos de carácter independiente, como Líber Seregni y Víctor Licandro (ambos de extracción batllista) y Julio Castro (maestro y subdirector del periódico Marcha).
Seregni se convirtió en el primer presidente del partido, y en el primer candidato a la presidencia de la República.

## Evolución y crecimiento

### Elecciones de 1971
Presentó a la ciudadanía la fórmula Líber Seregni y Juan José Crottogini (presidente y vicepresidente respectivamente) en las elecciones de 1971. Logró el 18,3 % de los votos válidos escrutados, y obtuvo así el tercer lugar en unas elecciones que fueron acusadas de fraudulentas por el Partido Nacional, el cual había perdido por un margen del 0,8 % de los sufragios. Hubo varias listas senaturiales:
- PDC, distintivo Frente del Pueblo, lista 808 encabezada por Juan Pablo Terra.
- Lista 9988 que congregaba a políticos anteriormente pertenecientes al Partido Colorado, reunidos en el movimiento Por el Gobierno del Pueblo y el movimiento Pregón, fue encabezada por Zelmar Michelini, Alba Roballo, Enrique Martínez Moreno y Enrique Rodríguez Fabregat.
- Frente Socialista, Lista 90 encabezada por José Pedro Cardoso.
- Patria Grande, que nucleaba a la Unión Popular; lista 700 encabezada por Enrique Erro y Oscar Pereira Henderson, con Daniel Díaz Maynard a diputados, lista 4190 con el mismo senado y Enrique Erro a diputados, y lista 1811 con Enrique Erro y Ariel Collazo.
- Lista 1001 (Partido Comunista y otros aliados), encabezada por Enrique Rodríguez y Francisco Rodríguez Camusso.
- Partido Obrero Revolucionario, lista 871 encabezada por Zulma Nogara.
- Movimiento Independiente 7 de octubre, lista 77, encabezada por José Arias, con Julio Castro a diputados.
- Partido Revolucionario de los Trabajadores. Candidatos Obreros, lista 1968 encabezada por Mario Bonilla.

Tras el golpe de Estado en Uruguay de 1973 es proscrito y reprimido junto con las fuerzas políticas y partidos que lo formaban. Su líder de entonces, Líber Seregni, es encarcelado.
El Frente Amplio no pudo participar de las elecciones internas en 1982, pues todos sus líderes estaban proscritos por los militares. Recién en 1984 se desproscribieron varios de ellos.

### Durante la dictadura 1973-1985
Durante la dictadura militar el Frente Amplio continuó operando desde la clandestinidad. Muchos militantes fueron detenidos, torturados y encarcelados por años, principalmente los pertenecientes al Partido Comunista y a la Convención Nacional de Trabajadores (hubo más de 12 000 detenidos y torturados, y más de mil encarcelados por períodos de tres a nueve años en cuarteles y en el Penal de Libertad). Frenteamplistas independientes y de otros grupos políticos (GAU, PCR, PVP, AMS) fueron parte de la resistencia a la dictadura.
Cerca de la mitad del período dictatorial, se logró conformar una alianza con los partidos tradicionales (hasta entonces llamados a silencio, excepto el senador Wilson Ferreira Aldunate y otros que hicieron gran campaña desde el exterior) denominada Concertación Nacional.
La dictadura organizó un plebiscito en 1980 para reformar la constitución y mantenerse, de alguna forma, en el poder, a través de sus socios civiles. La campaña fue antidemocrática, con presiones publicitarias sobre la población e impedimentos para hacer propaganda a favor del no a la reforma. No obstante, la opinión popular se expresó en caceroleos combinados con apagones concertados, cuya forma organizativa fue el boca a boca, y finalmente, mediante el voto en las urnas, más de la mitad de la población se expresó diciendo no a la reforma, lo que constituyó el primer caso de una dictadura que perdiera un plebiscito por ella misma convocado y organizado.
Los últimos presos del Frente Amplio y de otros grupos políticos fueron liberados recién en 1985.

### Elecciones de 1984
En las primeras elecciones tras la vuelta a la democracia, en 1984, obtiene el 22,1 % de los votos. Esto a pesar de que Liber Seregni, tras su liberación, estaba proscrito políticamente de participar como candidato. Los candidatos a la presidencia y vicepresidencia fueron respectivamente Juan José Crottogini y José D'Elia. Otros políticos permanecieron proscritos e incluso encarcelados hasta después de transcurridas las elecciones. Este panorama de proscripción parcial, hizo que el Frente Amplio presentase menos cantidad de listas electorales que en su primera comparecencia en 1971:
- Por el Gobierno del Pueblo, lista 99 encabezada por el Dr. Hugo Batalla (conquistó 3 bancas senaturiales)
- Partido Socialista, lista 90 encabezada por el Dr. José Pedro Cardoso (1 banca)
- Democracia Avanzada, lista 10001 encabezada por José Germán Araújo (este sector sustituía a la prohibida lista 1001 del Partido Comunista) (2 bancas)
- IDI (Izquierda Democrática Independiente), conjunción de sectores de peso electoral menor en una única lista encabezada por Alba Roballo
- Partido Demócrata Cristiano, lista 808 encabezada por el Cr. Juan Young

### Elecciones de 1989
En las elecciones nacionales de 1989 los candidatos fueron el general Líber Seregni y el Cr. Danilo Astori. El Frente Amplio obtuvo tan solo un 21 % de los votos. En cambio, durante las elecciones departamentales de 1989 el candidato frentista Tabaré Vázquez resultó elegido titular de la Intendencia Municipal de Montevideo, puesto desde el cual logrará convertirse en líder del partido, y candidato presidencial de la coalición de izquierda para las elecciones de 1994, 1999, 2004 y 2014. Prácticamente se presentó la misma cantidad de listas que en la anterior ocasión (aunque previamente se habían escindido el PDC y la lista 99), y además se formaron algunas agrupaciones nuevas; Astori encabezó todas las listas al Senado como primer titular:
- Partido Socialista, lista 90 encabezada por Danilo Astori y Reinaldo Gargano
- Democracia Avanzada, lista 1001 encabezada por Danilo Astori y José Germán Araújo
- Vertiente Artiguista, lista 77 encabezada por Danilo Astori y Mariano Arana
- Movimiento 20 de Mayo, lista 205 encabezada por Danilo Astori y Alberto Pérez Pérez; acumuló con esta la lista 4190 de Unión Popular.
- Movimiento de Participación Popular (MPP), lista 609 encabezada por Danilo Astori y Helios Sarthou
- Movimiento 26 de Marzo, lista 326, encabezada por Danilo Astori y Fernando Vázquez.

### Elecciones de 1994
En las elecciones nacionales de 1994 el Frente Amplio formaría una coalición con varios grupos, denominándose entonces Encuentro Progresista-Frente Amplio. Ya en esa ocasión, y conscientes de su potencial de crecimiento electoral, se presentaron múltiples agrupaciones; es de destacar que los grupos no frenteamplistas debieron presentar hojas de votación separadas: En las elecciones departamentales de ese mismo año, el candidato por Vertiente Artiguista, Mariano Arana, se convierte en intendente, siendo el sucesor para ese cargo de Vazquez.
- Asamblea Uruguay, lista 2121, encabezada por Danilo Astori (obtuvo 4 bancas)
- Espacio 90 del Partido Socialista del Uruguay y aliados, encabezada por Reinaldo Gargano (2 bancas)
- Vertiente Artiguista, lista 77, encabezada por Alberto Couriel (1 banca)
- Democracia Avanzada, lista 1001, encabezada por Marina Arismendi (1 banca)
- Movimiento de Participación Popular, lista 609, encabezada por Helios Sarthou (1 banca)
- Lista 78, encabezada por Rodolfo Nin Novoa
- Lista 205, Movimiento 20 de Mayo, encabezada por Jorge Croce
- Lista 343, Partido por la Victoria del Pueblo, liderado por Hugo Cores
- Lista 800, Baluarte Progresista, encabezada por Carlos Hernández
- Lista 808, Democracia Cristiana, encabezada por Héctor Lescano
- Lista 824, Izquierda Frenteamplista Independiente, encabezada por Juan Berdun
- Confluencia Frenteamplista, (listas 306, 411, 700 y 2101) con Marcos Carámbula

### Elecciones de 1999
En abril de 1999 se estrenó el sistema de elecciones internas; comparecieron Vázquez y Astori, y venció el primero por más de 5 a 1. En las elecciones de octubre, el Frente Amplio logra por primera vez el 40 % de las bancas parlamentarias, convirtiéndose en la primera fuerza electoral del país. hubo multiplicidad de listas. Mariano Arana gana nuevamente en el departamento de Montevideo en las departamentales.
- Espacio 90, del Partido Socialista del Uruguay y aliados, encabezada por Reinaldo Gargano, que conquistó 4 bancas; también acumuló votos con la misma la lista 800, Baluarte Progresista
- Asamblea Uruguay, lista 2121, encabezada por Danilo Astori (2 bancas)
- Movimiento de Participación Popular, lista 609, encabezada por José Mujica y Eleuterio Fernández Huidobro (2 bancas)
- Vertiente Artiguista, lista 77, encabezada por Alberto Couriel (2 bancas)
- Alianza Progresista, lista 738, encabezada por Rodolfo Nin Novoa (1 banca); también acumuló votos con la misma la lista 2010, Movimiento Ecologista del Sol, encabezada por Homero Mieres
- Lista 1001 del Partido Comunista del Uruguay y aliados, encabezada por Marina Arismendi (1 banca)
- Lista 567, Unión Frenteamplista, encabezada por Julio Matos
- Lista 871, Partido Obrero Revolucionario, encabezada por Raúl Campanella
- Lista 2571, Agrupación 5 de febrero de 1971, encabezada por Graciela Mántaras
- Lista 3040, Izquierda Abierta, encabezada por José Mujica y Leonardo Nicolini
- Lista 5271, Corriente de Izquierda, liderada por Helios Sarthou y Jorge Zabalza
- Lista 9393, Corriente de Unidad Frenteamplista, encabezada por Eduardo Méndez

Pero en la segunda vuelta celebrada en noviembre, en la que recibió el apoyo de dos tercios del Nuevo Espacio, del intendente electo nacionalista de Rocha, Irineu Riet Correa y del diputado Jorge Machiñena, pierden las elecciones presidenciales frente a Jorge Batlle.

### Elecciones de 2004
En 2004 formaría una nueva coalición con el Nuevo Espacio, la cual recibiría el nombre de Encuentro Progresista-Frente Amplio-Nueva Mayoría (EP-FA-NM). La misma saldría triunfante de las elecciones presidenciales de ese mismo año con un 50,45 % de los votos. Tras obtener el triunfo, el Nuevo Espacio y todos los grupos que componían el Encuentro Progresista, solicitan en noviembre de 2005 ingresar al Frente Amplio, quedando desde el 19 de noviembre de ese mismo año todos dentro de dicha coalición. 
Nuevamente hubo una gran cantidad de hojas de votación:
- Espacio 609 del Movimiento de Participación Popular y aliados, encabezada por José Mujica (6 bancas)
- Asamblea Uruguay, lista 2121, encabezada por Danilo Astori (3 bancas)
- Espacio 90, del Partido Socialista del Uruguay y aliados, liderada por Reinaldo Gargano (2 bancas)
- Vertiente Artiguista, lista 77, encabezada por Mariano Arana (2 bancas)
- Lista 1001 del Partido Comunista del Uruguay y aliados, encabezada por Marina Arismendi (1 banca)
- Nuevo Espacio, lista 99000, encabezada por Rafael Michelini (1 banca)
- Alianza Progresista, lista 738, encabezada por Héctor Lescano (1 banca)
- Lista 326, Movimiento 26 de Marzo, encabezada por Raúl Fernando Sendic
- Lista 567, Partido por la Victoria del Pueblo, encabezada por Hugo Cores
- Lista 871, Partido Obrero Revolucionario, encabezada por Raúl Campanella
- Lista 1303, Corriente Popular, liderada por Carlos Pita
- Lista 1813, Liga Federal Frenteamplista, encabezada por Alejandro Henry
- Lista 1968, Por una Democracia Socialista, encabezada por Alfredo Silva
- Lista 2010, Movimiento del Sol Ecologista Agrario, encabezada por Homero Mieres
- Lista 5205, Movimiento 20 de Mayo, encabezado por Lucas Pittaluga
- Lista 5271, Corriente de Izquierda, liderada por Helios Sarthou
- Lista 7777, agrupación umbandista Atabaque, encabezada por Julio Kronberg.

## Alianzas electorales

### Encuentro Progresista
De cara a las elecciones de 1994, el Frente Amplio y otros partidos de izquierda (Corriente 78 y Partido Demócrata Cristiano entre otros) forman una alianza electoral llamada «Encuentro Progresista», de modo que el lema bajo el cual se presentaron para esas elecciones fue Encuentro Progresista - Frente Amplio.

### Nueva Mayoría
Una nueva coalición se creó en el año 2004 con el Nuevo Espacio la cual recibiría el nombre de Encuentro Progresista - Frente Amplio - Nueva Mayoría. La misma saldría triunfante de las elecciones presidenciales de ese mismo año con un 50,7 % de los votos.
Luego de estas elecciones, y siendo el partido de gobierno, todos los grupos del Encuentro Progresista así como el Nuevo Espacio resuelven integrarse al Frente Amplio, aceptándose su ingreso en el Plenario Nacional del FA del 19 de noviembre de 2005. Actualmente todos los partidos políticos que la integraban forman parte formalmente del Frente Amplio.

## El Frente Amplio como partido de gobierno

Bandera del Frente Amplio.

Luego de estas elecciones, y siendo el partido de gobierno, todos los grupos del Encuentro Progresista así como el Nuevo Espacio resuelven integrarse al Frente Amplio, aceptándose su ingreso en el Plenario Nacional del FA del 19 de noviembre de 2005.
A partir del 1 de marzo de 2005, comienza una nueva etapa; su desempeño en el gobierno marca nuevas tendencias, desafíos y tensiones. Lo que en su momento fue un proyecto opositor al statu quo, pasa a ser el oficialismo; además, como cuenta con mayorías propias en el parlamento, se trasladan las luchas entre sectores al centro de la escena política. El presidente Vázquez, por su parte, inauguró un estilo de hacer política donde procuró escuchar posiciones y laudar.
Pero el camino hacia el pragmatismo no estuvo exento de tensiones traumáticas. Así, el 29 de marzo de 2008, el Movimiento 26 de Marzo decidió retirarse y pasó a formar parte de la nueva coalición de partidos Asamblea Popular, que inauguró la oposición «por izquierda» al gobierno del Frente Amplio.
Como partido político, integrado por una gran diversidad de sectores, el Frente Amplio ocasionalmente deriva en tensiones y desacuerdos internos.

### Elecciones de 2009
De cara a las elecciones internas de 2009, los ciudadanos afines a esta fuerza política debieron optar entre José Mujica, Danilo Astori y Marcos Carámbula quién los representará en las  elecciones presidenciales de ese año. Resultó claro vencedor José Mujica. 
Posteriormente se abrió una instancia para conformar la fórmula presidencial. Tras varios días de negociaciones en los cuales se consultó a varios sectores con representación parlamentaria y a las bases, finalmente el 6 de julio de 2009 se presentó la fórmula presidencial José Mujica - Danilo Astori. Dicha fórmula fue proclamada en el Plenario Nacional del Frente Amplio, y apelan a tener un único discurso de cara a los comicios de octubre.
El Frente Amplio obtiene la mayoría parlamentaria en las elecciones generales del 25 de octubre de 2009 obteniendo un 48 % de los sufragios, en tanto el Partido Nacional (derecha y centro-derecha) quedó segundo con un 29 %. El Partido Colorado (derecha liberal) quedó posicionado tercero con un 17 % de votos. Cuarto se ubica el Independiente (de centro), con 2,45 %. El partido minoritario, Asamblea Popular, logró 0,66 % de votos.
La votación obtenida le asigna 16 senadores de un total de 30 y 50 diputados de un total de 99 al Frente Amplio.
El 29 de noviembre enfrentó un balotaje frente al partido adversario, el Partido Nacional. La fórmula nacionalista contó con el apoyo de los dirigentes del Partido Colorado. El Partido Independiente no tomó postura por ninguno de los dos ganadores, mientras que el minoritario Asamblea Popular (ultraizquierdista), propugnó por anular el voto. En esta instancia el Frente Amplio logró una ventaja de alrededor de 9 puntos porcentuales, logrando que José Mujica y Danilo Astori se convirtieran en el presidente y vicepresidente electos del país.

### Elecciones municipales de 2010
En las elecciones municipales del 9 de mayo del 2010, el Frente Amplio tuvo un desempeño electoral inferior al de las elecciones municipales de 2005. Respecto a esas elecciones, perdió el control de la Intendencias de Salto, Paysandú, Florida y Treinta y Tres. A su vez, en Montevideo (bastión frenteamplista desde 1989) la candidata Ana Olivera ganó con un 45 %, lejos del 61 % con el que Ricardo Ehrlich había ganado las elecciones cinco años atrás; este porcentaje implicó por primera vez un descenso de votos del Frente Amplio en Montevideo ya que desde 1989 hasta el 2010 la cifra fue en crecimiento. En Canelones, se dio un fenómeno similar. Además de las Intendencias de Montevideo y Canelones, se retuvieron las de Maldonado y Rocha; y se sumó la de Artigas, con Patricia Ayala a la cabeza. 
Estos comicios podrían considerarse como el mayor retroceso del Frente Amplio en su historia electoral, considerando tanto el caudal electoral total como la cantidad de intendencias perdidas, según palabras de la senadora frenteamplista y politóloga Constanza Moreira. No obstante, los resultados arrojaron mayoría de votos del Frente Amplio en todo el país. El propio Frente Amplio también hizo su análisis de este retroceso

## Los desafíos de la reestructura
El Frente Amplio ya ha superado las cuatro décadas de existencia, ganó cuatro elecciones presidenciales y ha gobernado en un total de 9 gobiernos departamentales (en uno de ellos, durante más de dos décadas), lo que marca una entrada en la mayoría de edad política. También ha cambiado mucho el mundo, no existe la bipolaridad de la Guerra Fría en la que había nacido el Frente Amplio, ha habido múltiples cambios ideológicos y también en las maneras de concebir y de sentir la política partidaria. A su vez, surgen voces de alarma ante la eventual pérdida de capacidad de convocatoria electoral, y los militantes de la primera hora manifiestan múltiples insatisfacciones respecto de sueños incumplidos.
En este contexto, desde hace tiempo se critica al Frente Amplio de tener una estructura pesada e inadaptada a los tiempos que corren. Como grupo desafiante aparece el movimiento de las Redes Frenteamplistas.
En términos generales, no es incorrecto decir que el Frente Amplio cuenta con figuras de gran convocatoria a nivel de la masa de votantes.

## Grupos políticos que integran el Frente Amplio

### Lemas de elecciones 2014
| - Sectores políticos que apoyaron la candidatura de Tabaré Vázquez - Movimiento de Participación Popular - Partido Socialista - Frente Liber Seregni Asamblea Uruguay Banderas de Liber Avanzada Frenteamplista Alianza Progresista Nuevo Espacio - Brazo Libertador Lista 611 - Frente Unido Vertiente Artiguista Movimiento Cambio Frenteamplista Movimiento Alternativa Socialista Corriente de Integración Frenteamplista de Maldonado - Agrupación 13 de diciembre - De Frente - Partido Obrero Revolucionario - Compromiso Frenteamplista - Partido Comunista - Cabildo 1813 - Izquierda Abierta - PAIS - Frenteamplismo Auténtico - Movimiento de Integración Frenteamplista - Baluarte Progresista - Grupo Atabaque - Corriente de Acción y Pensamiento-Libertad - Corriente de Izquierda - Columna Progresista - Espacio Celeste - Claveles Rojos - Sectores políticos que apoyaron la candidatura de Constanza Moreira - Partido por la Victoria del Pueblo - Partido Socialista de los Trabajadores - Frenteamplistas por un cambio - Alternativa Frenteamplista - Ir - Izquierda Unida de Durazno: Grupo Orejanos - Magnolia 1642 - Movimiento de Integración Alternativo - Agrupación Resistir - Izquierda en marcha |

### Listas de elecciones nacionales 2014
| Lista        | Logo | Partido/Grupo | Figuras del Partido/Grupo |
| ------------ | ---- | --- | --- |
| Lista 90     |      | Partido Socialista Movimiento Socialista                                                                         | Daniel Martínez Mónica Xavier Daisy Tourné Roque Arregui Daniel Olesker Roberto Kreimerman Gonzalo Civila Roberto Chiazzaro                                |
| Lista 3311   |      | Casa Grande | Constanza Moreira |
| Lista 329    |      | Ir | Macarena Gelman Alejandro Zavala |
| Lista 512    |      | Alternativa Frenteamplista                                                                                       | Alberto Couriel Margarita Percovich |
| Lista 567    |      | Partido por la Victoria del Pueblo                                                                               | Constanza Moreira Luis Puig Pablo Anzalone |
| Lista 609    |      | Movimiento de Participación Popular Claveles Rojos Participación Masoller                                        | José Mujica Lucía Topolansky Eduardo Bonomi Ernesto Agazzi Alejandro Sánchez Ivonne Passada Héctor Tajam Óscar Groba Rubén Martínez Huelmo Julio Marenales |
| Lista 611    |      | Agrupación Brazo Libertador                                                                                      | Diego Olivera Silva Cleber Rivero Nicolás Rosa |
| Lista 642    |      | Movimiento de Integración Alternativo                                                                            | |
| Lista 711    |      | Compromiso Frenteamplista                                                                                        | Raúl Fernando Sendic Felipe Carballo Pablo González Susana Andrade                                                                                         |
| Lista 871    |      | Partido Obrero Revolucionario                                                                                    | Raúl Campanella |
| Lista 1001   |      | Partido Comunista FIDEL Corriente Independiente por los Derechos Humanos Espacio de Participación Frenteamplista | Eduardo Lorier Marcos Carámbula Oscar López Goldaracena Susana Muñiz Ana Olivera Marina Arismendi Juan Castillo Marcelo Abdala                             |
| Lista 1642   |      | Magnolia | Christian Di Candia |
| Lista 1813   |      | Liga Federal Frenteamplista                                                                                      | Darío Pérez Brito |
| Lista 1968   |      | Partido Socialista de los Trabajadores                                                                           | Pablo Cabrera |
| Lista 2121   |      | Asamblea Uruguay                                                                                                 | Danilo Astori José Carlos Mahía Carlos Baráibar Enrique Pintado Daniela Payssé                                                                             |
| Lista 5271   |      | Corriente de Izquierda                                                                                           | Darío Estades |
| Lista 7071   |      | Izquierda en Marcha                                                                                              | |
| Lista 7152   |      | Agrupación Resistir                                                                                              | |
| Lista 7373   |      | Corriente de Acción y Pensamiento-Libertad                                                                       | Eleuterio Fernández Huidobro Luis Rosadilla |
| Lista 9393   |      | Corriente de Unidad Frenteamplista                                                                               | Eduardo Méndez Camaran |
| Lista 99738  |      | Nuevo Espacio Alianza Progresista                                                                                | Rafael Michelini Fernando Lorenzo Rodolfo Nin Novoa Héctor Lescano                                                                                         |
| Lista 775005 |      | Vertiente Artiguista Movimiento Cambio Frenteamplista                                                            | Enrique Rubio Mariano Arana Eduardo Brenta Edgardo Ortuño José Bayardi Diego Cánepa Eduardo Pereyra                                                        |

## Miembros actuales
El Frente Amplio está integrado por los siguientes partidos y movimientos políticos:
| Partido / Sector | Partido / Sector | Partido / Sector                           | Partido / Sector | Líder                             | Ideología                                                                          | Posición                      | Representantes | Senadores | Parlasur |
| ---------------- | ---------------- | ------------------------------------------ | ---------------- | --------------------------------- | ---------------------------------------------------------------------------------- | ----------------------------- | -------------- | --------- | -------- |
|                  |                  | Movimiento de Participación Popular        | MPP              | Lucía Topolansky y Yamandú Orsi   | - Socialismo democrático - Socialismo autogestionario - Marxismo - Anticapitalismo | Centroizquierda a izquierda   | 34/48          | 8/16      | 5/10     |
|                  |                  | Partido Socialista                         | PS               | Gonzalo Civila                    | - Socialismo democrático - Socialdemocracia - Progresismo - Latinoamericanismo     | Centroizquierda a izquierda   | 0/48           | 1/16      | 2/10     |
|                  |                  | Partido Comunista                          | PCU              | Óscar Andrade                     | - Comunismo - Marxismo-Leninismo - Antiimperialismo                                | Izquierda                     | 5/48           | 1/16      | 0/10     |
|                  |                  | Seregnistas                                | S                | Mario Bergara y Liliam Kechichian | - Socialdemocracia - Socioliberalismo - Progresismo - Seregnismo                   | Centro a centroizquierda      | 4/48           | 1/16      | 1/10     |
|                  |                  | El Abrazo                                  | 949              | Cristina Lustemberg               | - Socialismo democrático - Ecosocialismo - Feminismo - Progresismo                 | Centroizquierda a izquierda   | 1/48           | 1/16      | 0/10     |
|                  |                  | Asamblea Uruguay                           | AU               | José Carlos Mahía                 | - Socialdemocracia - Socioliberalismo - Progresismo                                | Centro a centroizquierda      | 3/48           | 0/16      | 1/10     |
|                  |                  | Espacio Socialdemócrata Amplio             | ESA              | Rafael Michelini                  | - Batllismo - Socioliberalismo - Socialdemocracia - Progresismo                    | Centro a centroizquierda      | 1/48           | 0/16      | 1/10     |
|                  |                  | Liga Federal Frenteamplista                | LFF              | José Antonio Maldonado            | - Socialdemocracia - Progresismo                                                   | Centroizquierda               | 0/48           | 0/16      | 0/10     |
|                  |                  | Vertiente Artiguista                       | VA               | Edgardo Ortuño                    | - Socialdemocracia - Progresismo                                                   | Centroizquierda               | 0/48           | 1/16      | 0/10     |
|                  |                  | Partido por la Victoria del Pueblo         | PVP              | Luis Puig                         | - Socialismo libertario - Marxismo - Antiimperialismo - Anticapitalismo            | Izquierda a extrema izquierda | 1/48           | 0/16      | 0/10     |
|                  |                  | Ir                                         | IR               | Macarena Gelman                   | - Socialismo democrático - Ecosocialismo - Progresismo                             | Izquierda                     | 0/48           | 0/16      | 0/10     |
|                  |                  | Partido Demócrata Cristiano                | PDC              | Juan Andrés Roballo               | - Democracia cristiana - Socialdemocracia                                          | Centroizquierda               | 0/48           | 0/16      | 0/10     |
|                  |                  | Unión de Izquierda Republicana             | UNIR             | Fernando Amado                    | - Socialdemocracia - Batllismo                                                     | Centroizquierda               | 1/48           | 0/16      | 0/10     |
|                  |                  | Agrupación Brazo Libertador                | BL               | Diego Olivera Silva               | - Socialismo libertario - Ecosocialismo - Teología de la Liberación                | Extrema Izquierda             | 0/48           | 0/16      | 0/10     |
|                  |                  | Corriente de Acción y Pensamiento-Libertad | CAP-L            | Luis Rosadilla                    | - Socialismo democrático - Progresismo                                             | Izquierda                     | 0/48           | 0/16      | 0/10     |
|                  |                  | Partido Obrero Revolucionario              | POR              | Raúl Campanella                   | - Comunismo - Trotskismo - Posadismo                                               | Extrema Izquierda             | 0/48           | 0/16      | 0/10     |
|                  |                  | Partido Socialista de los Trabajadores     | PST              | Marcos Otheguy                    | - Comunismo - Trotskismo - Antiimperialismo                                        | Izquierda                     | 0/48           | 0/16      | 0/10     |
|                  |                  | Compromiso Frenteamplista                  | CF               | Raúl Sendic Rodríguez             | - Socialismo democrático - Progresismo                                             | Izquierda                     | 0/48           | 0/16      | 0/10     |
|                  |                  | Encuentro Federal Artiguista               | EFA              | Andrés Lima                       | - Socialdemocracia - Progresismo                                                   | Centroizquierda               | 0/48           | 0/16      | 0/10     |

## Resumen electoral

### Elecciones presidenciales
|  | 18,28 % |

|  | 21,26 % |

|  | 21,23 % |

|  | 30,61 % |

|  | 40,10 % |

|  | 45,87 % |

|  | 51,68 % |

|  | 47,96 % |

|  | 54,63 % |

|  | 47,81 % |

|  | 56,50 % |

|  | 39,01 % |

|  | 49,21 % |

|  | 43,94 % |

|  | 52,00 % |

### Elecciones legislativas
|  | 18,28 % |

|  | 18,28 % |

|  | 21,26 % |

|  | 21,26 % |

|  | 21,23 % |

|  | 21,23 % |

|  | 30,61 % |

|  | 30,61 % |

|  | 40,10 % |

|  | 40,10 % |

|  | 50,45 % |

|  | 50,45 % |

|  | 47,96 % |

|  | 47,96 % |

|  | 47,81 % |

|  | 47,81 % |

|  | 39,01 % |

|  | 39,01 % |

|  | 43,94 % |

|  | 43,94 % |

1. ↑  En las elecciones de 1971 todos los partidos y sectores del Frente Amplio concurrieron bajo el lema del Partido Demócrata Cristiano debido a que la coalición aún no tenía lema propio.
2. 1 2  Coalición Encuentro Progresista-Frente Amplio, con la incorporación de otros sectores de centroizquierda y el regreso del PDC.
3. ↑  Coalición Encuentro Progresista-Frente Amplio-Nueva Mayoría, con la incorporación del Nuevo Espacio.

### Elecciones internas
Habilitado para las elecciones generales
|  | 82,39 % |

|  | 30,98 % |

|  | 17,61 % |

|  | 100 % |

|  | 42,76 % |

|  | 52,09 % |

|  | 41,22 % |

|  | 39,65 % |

|  | 8,27 % |

|  | 81,98 % |

|  | 34,57 % |

|  | 17,85 % |

|  | 42,04 % |

|  | 22,62 % |

|  | 25,43 % |

|  | 23,02 % |

|  | 9,31 % |

|  | 59,16 % |

|  | 42,22 % |

|  | 37,64 % |

|  | 3,11 % |

## Presidentes/as
| Retrato | Presidente/a | Presidente/a           | Partido                             | Inicio                   | Fin                  |
| ------- | ------------ | ---------------------- | ----------------------------------- | ------------------------ | -------------------- |
|         |              | Líber Seregni          | Independiente                       | 5 de febrero de 1971     | 5 de febrero de 1994 |
|         |              | Tabaré Vázquez         | Partido Socialista                  | 5 de febrero de 1994     | 20 de junio de 2004  |
|         |              | Jorge Brovetto         | Independiente                       | 20 de junio de 2004      | 30 de junio de 2012  |
|         |              | Mónica Xavier          | Partido Socialista                  | 30 de junio de 2012      | 8 de agosto de 2015  |
|         |              | Javier Miranda         | Independiente                       | 17 de septiembre de 2016 | 24 de julio de 2021  |
|         |              | Ricardo Ehrlich        | Movimiento de Participación Popular | 24 de julio de 2021      | 5 de febrero de 2022 |
|         |              | Fernando Pereira Kosec | Vertiente Artiguista                | 5 de febrero de 2022     | —                    |

## Vicepresidentes/as
| Vicepresidente/a | Vicepresidente/a     | Partido                             | Inicio                  | Fin                     | Presidente/a | Presidente/a           |
| ---------------- | -------------------- | ----------------------------------- | ----------------------- | ----------------------- | ------------ | ---------------------- |
|                  | Juan Castillo        | Partido Comunista                   | 30 de junio de 2012     | 1 de marzo de 2015      |              | Mónica Xavier          |
|                  | Rafael Michelini     | Nuevo Espacio                       | 30 de junio de 2012     | 2 de septiembre de 2016 |              | Mónica Xavier          |
|                  | Ivonne Passada       | Movimiento de Participación Popular | 30 de junio de 2012     | 2 de septiembre de 2016 |              | Mónica Xavier          |
|                  | José Carlos Mahía    | Asamblea Uruguay                    | 2 de septiembre de 2016 | 24 de julio de 2021     |              | Javier Miranda         |
|                  | Sandra Lazo          | Movimiento de Participación Popular | 2 de septiembre de 2016 | 24 de julio de 2021     |              | Javier Miranda         |
|                  | Blanca Elgart        | Partido Socialista                  | 2 de septiembre de 2016 | 24 de julio de 2021     |              | Javier Miranda         |
|                  | María José Rodríguez | Partido Socialista                  | 24 de julio de 2021     | 5 de febrero de 2022    |              | Ricardo Ehrlich        |
|                  | Verónica Piñeiro     | Partido Comunista                   | 5 de febrero de 2022    | —                       |              | Fernando Pereira Kosec |

## Gobiernos
|                          |
| Tabaré Vázquez (2005-10) |

|                       |
| José Mujica (2010-15) |

|                          |
| Tabaré Vázquez (2015-20) |

|                               |
| Yamandú Orsi (Electo en 2024) |